# Пират Острова сокровищ: Кровавое проклятие
«Пират Острова сокровищ: Кровавое проклятие» (англ. CrossBones) — американский фильм ужасов 2005 года о проклятии смертоносного пирата, напавшего на участников реалити-шоу. Режиссёром, соавтором сценария и продюсером фильма выступил Дэниел Зирилли. «Пират Острова сокровищ: Кровавое проклятие» стал последним фильмом, снятым оператором Нилом Фредериксом, который погиб в авиакатастрофе во время съёмок воздушных сцен для фильма.

## Сюжет
Группа людей решает принять участие в реалити-шоу, основанном на поиске сокровищ на острове. Тот участник, которому повезёт, получит главный приз. Без ведома участников на острове существует древнее проклятие призрачного пирата Чёрной Бороды. Они не по своей воле пробуждают его из мёртвых, тем самым насылая на себя проклятие, которое приводит к смерти большинства участников.

## В ролях
| Актёр           | Роль          |
| --------------- | ------------- |
| Джозеф Марино   | Чёрная Борода |
| Майра Сото      | Серена        |
| Харди-Эймс Хилл | Тони          |
| Джесси Камачо   | Одра          |
| Джо Джонс       | Мартин        |
| Джей Шин        | Жадный Джи    |
| Мерлинн Уильямс | Мелисса       |
| Кевин Хоук      | Скотт         |
| Кристин Эллич   | Трис          |
| Джон Санзари    | Гас           |

## Релиз
Фильм был выпущен на DVD в полнокадровом формате с аудиоформатами Dolby Digital 5.1 и Dolby Digital 2.0 для просмотра на английском языке. На DVD имелись версии фильма с английскими и испанскими субтитрами. А также на DVD имелась фотогалерея, документальный фильм о создании фильма, трейлеры к другим фильмам под дистрибуцией Lion’s Gate и комментарии создателей.

## Критика
Фильм получил негативные отзывы. Митчелл Хэттауэй из DVD Verdict написал отрицательный обзор, который завершился словами «Итог: сюжет „Пирата Острова сокровищ“ избит». Джон Кондит из Dread Central сказал, что фильм кажется смесью худших пиратских фильмов, когда-либо созданных, но заявил, что «нужно восхищаться верой и энтузиазмом режиссёра в его проект». Джей Рид из Monsters At Play сказал, что фильм начинался достаточно хорошо, но превратился в клишированный фильм.